# 1 szeląg 1810
1 szeląg 1810 – moneta szelągowa bita dla Prus Wschodnich i Prus Zachodnich w roku 1810, za panowania Fryderyka Wilhelma III.

## Awers
W centralnej części umieszczono ukoronowany monogram FW.

## Rewers
Na tej stronie umieszczono cyfrę 1, pod nią napis „SCHILLING”, poniżej „PREUSS:”, pod nim rok 1810, na samym dole znak mennicy – literka A.

## Opis
Moneta była bita w mennicy w Berlinie, w miedzi, na krążku o średnicy 20 mm i masie 2 gramów, z rantem gładkim. Stopień rzadkości szeląga to R2 (3001–15 000 egzemplarzy). Znanych jest 6 odmian tej monety. Istnieje wersja próbna tej monety z pruskim orłem na awersie (R7).
Była to druga i ostatnia miedziana moneta szelągowa bita dla Prus Wschodnich i Zachodnich za panowania Fryderyka Wilhelma III.